# Kyffhäusers voetbalkampioenschap 1912/13
In 1912/13 werd het tweede Kyffhäusers voetbalkampioenschap gespeeld, dat georganiseerd werd door de Midden-Duitse voetbalbond. 
VfB 06 Sangerhausen werd kampioen en plaatste zich zo voor de Midden-Duitse eindronde. De club verloor met 2-0 van Coburger FC 1907. 

## 1. Klasse
| Plaats | Club                      | Wed. | W | G | V | Saldo | Ptn.  |
| ------ | ------------------------- | ---- | - | - | - | ----- | ----- |
| 1.     | VfB Sangerhausen          | 6    | 4 | 1 | 1 | 12:09 | 09:03 |
| 2.     | FC Preußen Nordhausen     | 6    | 3 | 0 | 3 | 21:09 | 06:06 |
| 3.     | BSC 1907 Sangerhausen     | 6    | 2 | 2 | 2 | 18:22 | 06:06 |
| 4.     | SV Wacker-Mars Nordhausen | 6    | 1 | 1 | 4 | 15:26 | 03:09 |

|  | Kampioen, geplaatst voor Midden-Duitse eindronde |